# إعلان حالة الطوارئ المناخية

الدول التي أعلنت حالة حالة الطوارئ المناخية اعتبارًا من شهر أكتوبر عام 2019.

إعلان حالة الطوارئ المناخية هي استراتيجية تستخدمها الحكومات والعلماء للإقرار بأن البشرية في حالة طوارئ مناخية. حدث أول إعلان من هذا النوع في ديسمبر 2016. منذ ذلك الحين أعلنت أكثر من 1250 حكومة محلية و25 دولة عن حالة طوارئ مناخية (كما حدث في 5 يناير 2020).
بمجرد أن تعلن حكومة ما عن حالة الطوارئ المناخية تكون الخطوة التالية بالنسبة لها أن تحدد أولوياتها للتقليل من التغير المناخي وذلك قبل دخولها بشكل كامل في حالة الطوارئ أو ما يعادلها.
بإعلان حكومة ما لحالة الطوارئ المناخية، فإنها بذلك تقر بوجود الاحتباس الحراري وبأن الإجراءات التي اتخِذت حتى هذا الوقت لم تكن كافية للحد من التغيرات التي يسببها الاحتباس. يؤكّد هذا الإعلان على حاجة الحكومة والإدارة لاتخاذ إجراءات في محاولة لإيقاف الاحتباس الحراري الذي يسببه البشر.
قد يكون الإعلان على مستويات مختلفة، على سبيل المثال على مستوى وطني أو على مستوى حكومة محلية، وقد تختلف هذه المستويات في عمقها وتفاصيل إرشاداتها. لا يصف مصطلح حالة الطوارئ المناخية قرارات رسمية فقط بل يتضمن اتخاذ إجراءات للحد من التغير المناخي. يفترض بهذا أن يبررهم ويركز عليهم. يُستخدَم مصطلح «حالة طوارئ» لتخصيص أولوية لهذا الموضوع، ولخلق حالة عقلية من الإلحاح.
شُجِّع مصطلح «حالة الطوارئ المناخية» من قبل النشطاء في مجال المناخ والسياسيون المناصرون للمناخ وذلك لإضافة إحساس بالإلحاح من أجل إثارة استجابة طويلة الأمد تجاه المشكلة.

## المصطلح
استخدِم مصطلح حالة الطوارئ المناخية في الاحتجاجات ضد التغير المناخي قبل 2010 (على سبيل المثال، «سباق سيارات حالة الطوارئ المناخية» في ملبورن في يونيو 2009). تبنى مجلس مدينة داربين عام 2017 إجراءات متعددة أُطلِق عليها «خطة داربين لحالة الطوارئ المناخية». في الرابع من ديسمبر 2018، قدمت منظمة نادي روما «خطة حالة الطوارئ المناخية» والتي تضمنت 10 إجراءات ذات أولوية قصوى للحد من الاحتباس الحراري. مع نشوء حركات مثل تمرد الانقراض وأيام جمعة من أجل المستقبل (إضراب مدرسي من أجل المناخ يحدث في أيام الجمعة)، زاد اهتمام حكومات مختلفة بالقضية. 
إن العديد من المدن والمجتمعات الأوروبية التي أعلنت حالة الطوارئ المناخية هي بنفس الوقت أعضاء في كليما بوندس (تعني الاتحاد المناخي بالألمانية) والذي يجبرها على تخفيض إصداراتها من غاز ثنائي أوكسيد الكربون بمقدار 10% كل خمس سنوات.
اختار قاموس أوكسفورد الإنكليزي حالة الطوارئ المناخية ككلمة العام 2019 ويُعرَف هذا المصطلح بأنه «حالة تتطلب القيام بأفعال مُلحَّة لإنقاص أو إيقاف التغير المناخي وتجنب حدوث أضرار بيئية محتملة غير معكوسة تنتج عنه». زاد استخدام هذا المصطلح بمقدار 10000% منذ سبتمبر 2018 وحتى سبتمبر 2019.

## التاريخ

### المراحل الباكرة
حدث أول إعلان لحالة طوارئ مناخية في العالم من قبل ترينت مكارثي، وهو مستشار في حزب الخضر الأسترالي في مدينة داربين في ملبورن في أستراليا. أعلنت المدينة حالة طوارئ مناخية في 5 ديسمبر 2016. في أغسطس 2017، قررت داربين اتخاذ مجموعة من الإجراءات فيما يدعى بـ «خطة داربين لحالة الطوارئ المناخية». تبع داربين في إعلان حالة الطوارئ هوبوكين في نيوجيرسي، وبيركيلي في كاليفورنيا.
بعد سماعها بهذه التطورات عام 2018، تولت كارلا ديناير -عضوة الحزب الأخضر في المملكة المتحدة، ثم عضوة في مجلس مدينة بريستول- الدور الرئيسي في إعلان مجلس مدينة بريستول لحالة الطوارئ المناخية. كان هذا أول إعلان من نوعه في أوروبا، ويعتبره الكثيرون لحظة تاريخية على طريق إعلان مدن وبرلمانات وطنية لحالة الطوارئ المناخية. وصفت صحيفة الإندبيندينت البريطانية حركة ديناير بأنها «الحركة الأولى التاريخية» والتي كررها بحلول يوليو 2019 أكثر من 400 سلطة محلية وبرلمان.
في 28 أبريل 2019، أعلن البرلمان الإسكتلندي حالة الطوارئ المناخية ما جعل إسكتلندا أول دولة تقوم بذلك. تبع ذلك بسرعة جمعية ويلز الوطنية في 29 أبريل، ثم البرلمان البريطاني الذي عمم القرار على كامل بريطانيا في 1 ماي.
التطورات اللاحقة
أعلن «البابا فرانسيس» «حالة الطوارئ المناخية» في يونيو 2019. كما دعا البابا إلى إجراء «تحول جذري للطاقة» بعيدًا عن الوقود الأحفوري نحو مصادر الطاقة المتجددة، وحث قادة العالم على «سماع الصيحات المتزايدة للأرض اليائسة وفقرائها» كما عارض «البحث المستمر عن احتياطيات جديدة للوقود الأحفوري» وصرح أن «الوقود الأحفوري يجب أن يظل تحت الأرض».
في 10 يوليو 2019، أعلنت شبكات تمثل أكثر من 7000 مؤسسة تعليم عالي وإضافي من ست قارات عن حالة الطوارئ المناخية، ووافقت على المباشرة بخطة من ثلاثة محاور لمعالجة الأزمة من خلال عملهم مع الطلاب. انتُقدت بعض التصريحات لعدم اشتمالها على تدابير محددة.
في يونيو 2019، قام المستشار «ترينت مكارثي» من مدينة «داربين» بجمع المستشارين والبرلمانيين في أستراليا وحول العالم في اجتماعين عبر الإنترنت لربط عمل المجالس والحكومات التي أعلنت عن حالة الطوارئ المناخية. بعد هذه الاجتماعات والحراك الناجح في «الجمعية العامة الوطنية للحكم المحلي»، أعلن مكارثي عن تشكيل هيئة الطوارئ المناخية الأسترالية، وهي شبكة جديدة من الحكومات والمجالس الأسترالية التي تدعو للاستجابة لحالات الطوارئ المناخية.
يعتقد النائب «إيرل بلوميناور» من ولاية «أوريغون» أنه يتعين على الحكومة الأمريكية إعلان حالة الطوارئ المناخية. دُعم تشريع بلوميناور المقترح من قبل المرشح الرئاسي الأمريكي لعام 2020 «بيرني ساندرز»، بالإضافة إلى عضوة الكونغرس «ألكساندريا أوكاسيو كورتيز».
في عام 2019، وفقًا لاستطلاع شمل ثماني بلدان، فقد أقر أغلب العامة أن أزمة المناخ هي «حالة طارئة» وقالوا إن السياسيين فشلوا في معالجة المشكلة، فهم يدعمون مصالح شركات النفط الكبيرة على حساب سلامة الناس العاديين. وفقًا للاستطلاع، يُعتبر التدهور المناخي أهم مشكلة تواجه العالم في سبعة من البلدان الثمانية التي شملها الاستطلاع.
في سبتمبر 2013، أعلنت «الجمعية الطبية الأسترالية» (إيه إم إيه) رسميًا أن تغير المناخ يمثل حالة طوارئ للصحة العامة. أشارت إيه إم إيه إلى أن تغير المناخ سوف يتسبب في «ارتفاع معدل الوفيات والأمراض الناتجة من الإجهاد الحراري؛ والإصابة والوفيات الناجمة عن الأحداث المناخية الشديدة المتزايدة؛ والزيادات في انتقال الأمراض المنقولة بالنواقل؛ وانعدام الأمن الغذائي الناتج عن انخفاض المخرجات الزراعية؛ وزيادة الإصابات بالأمراض العقلية.» دعت إيه إم إيه الحكومة الأسترالية إلى اعتماد ميزانية للتقليل من الانبعاثات الكربونية؛ والانتقال من الوقود الأحفوري إلى الطاقة المتجددة، وذلك من بين مقترحات أخرى لتخفيف الآثار الصحية لتغير المناخ.
يدعو «حزب غريينز الأسترالي» البرلمان الفيدرالي إلى إعلان حالة الطوارئ المناخية. رحب «آدم باندت»، عضو حزب غريينز في مدينة «ملبورن»، بإعلان برلمان المملكة المتحدة عن حالة الطوارئ المناخية وقال إنه يجب على أستراليا فعل نفس الشيء. في أكتوبر 2019، جمعت عريضة إلكترونية رسمية إلى البرلمان الأسترالي تدعو إلى إعلان حالة الطوارئ المناخية، أكثر من 400000 توقيع. (هذه هي العريضة البرلمانية الأكثر شعبية على الإنترنت في أستراليا). دعا زعيم الحزب الليبرالي الفيدرالي السابق «جون هيوسون» علنًا إلى إجراء «تصويت ضمير» في البرلمان بشأن حالة الطوارئ المناخية، على الرغم من الموقف الحالي للحزب الليبرالي من التغير المناخي. كما صرح أن التغير المناخي «كان حالة طوارئ قبل 30 عامًا».
في أكتوبر 2019، دعم حزب العمال الأسترالي سياسة حزب غريينز لإعلان حالة الطوارئ المناخية، لكن الاقتراح فشل نتيجة رفض حكومة رئيس الوزراء «موريسون». دُعم الاقتراح من قبل الأعضاء المستقلين، وهم: «زالي ستيغال» و«هيلين هينز» و«أندرو ويلكي»، بالإضافة إلى حزب «تحالف الوسط».
في 5 نوفمبر 2019، نشرت مجلة «بيوساينس» مقال أيده 11000 عالم من 153 دولة، الذي يُقر بحالة الطوارئ المناخية. «نحن نعلن بوضوح وبشكل لا لبس فيه أن كوكب الأرض يواجه حالة طوارئ مناخية» وأن شعوب العالم يواجهون «معاناة لم يسبق لها مثيل بسبب أزمة المناخ» ما لم نجري تحولات كبيرة في المجتمع العالمي.
في نوفمبر 2019، جعلت قواميس أكسفورد مصطلح حالة الطوارئ المناخية «كلمة العام».
في الفترة بين 14 و15 فبراير 2020، عُقدت القمة الوطنية الأولى لحالات الطوارئ المناخية في قاعة المدينة في ملبورن، أستراليا. امتلأت القاعة بـ 2000 شخص و100 متحدث.

## التطورات الحديثة

### التطورات في الاتحاد الأوروبي
في 28 نوفمبر 2019، أعلن البرلمان الأوروبي حالة الطوارئ المناخية. يمثل الاتحاد الأوروبي الدول الأعضاء الـ 27.

#### ألمانيا
بدأت ولاية «شمال الراين وستفاليا» (إن آر دبليو) حملة في 10 مارس 2019 تسمى «شمال الراين وستفاليا تعلن حالة الطوارئ المناخية»، إذ حثوا المجتمعات المحلية على القيام بذلك. كانت مدينة «كونستانس» في «بادن فورتمبيرغ» أول مجتمع يعلن حالة الطوارئ المناخية، في 2 مايو 2019.
ووصفت حكومة إن آر دبليو إعلان حالة الطوارئ المناخية بأنه «تدبير رمزي»، إذ لا يعطي أي «حقوق خاصة» للمجتمع المُعلن.

### قائمة البلدان والملحقات التابعة لها

#### الإعلانات البرلمانية أو الحكومية
1. اسكتلندا (28 أبريل 2019) 
2. ويلز (29 أبريل 2019) 
3. المملكة المتحدة (1 مايو 2019 - البرلمان) 
4. جيرسي (2 مايو 2019) 
5. جمهورية أيرلندا (9 مايو 2019) 
6. جزيرة مان (10 مايو 2019 - الحكومة، 18 يونيو 2019 – البرلمان)
7. البرتغال (7 يونيو 2019) 
8. الكرسي الرسولي (يونيو 2019) 
9. كندا (17 يونيو 2019) 
10. فرنسا (27 يونيو 2019) 
11. الأرجنتين (17 يوليو 2019) 
12. إسبانيا (17 سبتمبر 2019 - البرلمان، 21 يناير 2020 - الحكومة) 
13. النمسا (25 سبتمبر 2019) 
14. مالطا (22 أكتوبر 2019) 
15. بنغلاديش (13 نوفمبر 2019) 
16. أندورا (23 يناير 2020) 
17. جزر المالديف (12 فبراير 2020)

#### الدول الأعضاء في الاتحاد الأوروبي
1. النمسا (28 نوفمبر 2019)
2. بلجيكا (28 نوفمبر 2019)
3. بلغاريا (28 نوفمبر 2019)
4. كرواتيا (28 نوفمبر 2019)
5. قبرص (28 نوفمبر 2019)
6. جمهورية التشيك (28 نوفمبر 2019)
7. الدنمارك (28 نوفمبر 2019)
8. إستونيا (28 نوفمبر 2019)
9. فنلندا (28 نوفمبر 2019)
10. فرنسا (28 نوفمبر 2019)
11. ألمانيا (28 نوفمبر 2019)
12. اليونان (28 نوفمبر 2019)
13. المجر (28 نوفمبر 2019)
14. أيرلندا (28 نوفمبر 2019)
15. إيطاليا (28 نوفمبر 2019)
16. لاتفيا (28 نوفمبر 2019)
17. ليتوانيا (28 نوفمبر 2019)
18. لوكسمبورغ (28 نوفمبر 2019)
19. مالطا (28 نوفمبر 2019)
20. هولندا (28 نوفمبر 2019)
21. بولندا (28 نوفمبر 2019)
22. البرتغال (28 نوفمبر 2019)
23. رومانيا (28 نوفمبر 2019)
24. سلوفاكيا (28 نوفمبر 2019)
25. سلوفينيا (28 نوفمبر 2019)
26. إسبانيا (28 نوفمبر 2019)
27. السويد (28 نوفمبر 2019)
28. المملكة المتحدة (28 نوفمبر 2019)